# Garaeus violacearia
Garaeus violacearia là một loài bướm đêm trong họ Geometridae.